# Posavský kanton
Posavský kanton (bosensky Posavski kanton, chorvatsky Županija Posavska) je kanton v Bosně a Hercegovině. Je exklávou (resp. dvěma exklávami) Federace Bosny a Hercegoviny, skládá se ze tří občin.

## Charakteristika
Posavský kanton leží na severu Bosny a Hercegoviny, na pravém břehu řeky Sávy, která zde tvoří hranici s Chorvatskem. Je nejmenším kantonem Federace Bosny a Hercegoviny; jeho rozloha činí pouhých 325 km². Podle sčítání z roku 2013 zde žije 43 453 lidí, z nichž 77 % tvoří Chorvati. Hlavním městem kantonu je Orašje.
Kanton je tvořen dvěma oddělenými částmi – občinou Odžak na západě a občinami Orašje a Domaljevac-Šamac (federační část původní občiny Šamac) na východě. Mezi nimi se nachází město Šamac náležící republice Srbské, která také celý kanton odděluje od zbytku Federace BiH. Východní díl kantonu má spojení s Federací také skrze území společně spravovaného distriktu Brčko.
Na severu obě části kantonu hraničí s Chorvatskem. Do Odžaku vede z Chorvatska úsek dálnice A1 (evropská silnice E73), do Orašje hlavní silnice ze Županje. Přes cíp území kantonu vede také úsek silnice a železnice mezi Slavonským a bosenským Šamacem, je zde umístěna bosenská celnice.

## Obyvatelstvo

### Sčítání 1991
| Opčina           | Národnost | Národnost | Národnost | Národnost | Národnost | Národnost | Národnost | Národnost | Celkem |
| Opčina           | Chorvati  | %         | Srbové    | %         | Bosňáci   | %         | Ostatní   | %         | Celkem |
| ---------------- | --------- | --------- | --------- | --------- | --------- | --------- | --------- | --------- | ------ |
| Odžak            | 16 338    | 54,36     | 5 667     | 18,85     | 6 220     | 20,69     | 1 831     | 6,09      | 30 056 |
| Orašje           | 21 308    | 75,12     | 4 235     | 14,93     | 1 893     | 6,67      | 931       | 3,28      | 28 367 |
| Domaljevac-Šamac | 4 598     | 98,02     | 26        | 0,55      | 7         | 0,15      | 60        | 1,28      | 4 691  |
| Canton           | 42 224    | 66,90     | 9 928     | 15,73     | 8 113     | 12,85     | 2 822     | 4,47      | 63 114 |

### Sčítání 2013
| Opčina           | Národnost | Národnost | Národnost | Národnost | Národnost | Národnost | Celkem |
| Opčina           | Bosňáci   | %         | Chorvati  | %         | Srbové    | %         | Celkem |
| ---------------- | --------- | --------- | --------- | --------- | --------- | --------- | ------ |
| Odžak            | 6 220     | 33,04     | 11 621    | 61,74     | 582       | 3,09      | 18 821 |
| Orašje           | 2 015     | 10,14     | 17 345    | 87,33     | 157       | 0,79      | 19 861 |
| Domaljevac-Šamac | 17        | 0,35      | 4 634     | 97,12     | 92        | 1,92      | 4 771  |
| Kanton           | 8 252     | 18,99     | 33 600    | 77,32     | 831       | 1,91      | 43 453 |